# Lista de municípios de Guerrero
Esta é uma lista de municípios do estado mexicano de  Guerrero.

## A
- Acapulco de Juárez
- Acatepec
- Ahuacuotzingo
- Ajuchitlán del Progreso
- Alcozauca de Guerrero
- Alpoyeca
- Apaxtla
- Arcelia
- Atenango del Río
- Atlamajalcingo del Monte
- Atlixtac
- Atoyac de Alvarez
- Ayutla de los Libres
- Azoyú

## B
- Benito Juárez
- Buenavista de Cuéllar

## C
- Chilapa de Alvarez
- Chilpancingo de los Bravo
- Coahuayutla de José María Izazaga
- Cochoapa el Grande
- Cocula
- Copala
- Copalillo
- Copanatoyac
- Coyuca de Benítez
- Coyuca de Catalán
- Cuajinicuilapa
- Cualác
- Cuautepec
- Cuetzala del Progreso
- Cutzamala de Pinzón

## E
- Eduardo Neri

## F
- Florencio Villarreal

## G
- General Canuto A. Neri
- General Heliodoro Castillo

## H
- Huamuxtitlán
- Huitzuco de los Figueroa

## I
- Iguala de la Independencia
- Igualapa
- Ixcateopan de Cuauhtémoc

## J
- José Azueta
- José Joaquin de Herrera
- Juan R. Escudero

## L
- La Unión de Isidoro Montes de Oca
- Leonardo Bravo

## M
- Malinaltepec
- Marquelia
- Martir de Cuilapan
- Metlatónoc
- Mochitlán

## O
- Olinalá
- Ometepec

## P
- Pedro Ascencio Alquisiras
- Petatlán
- Pilcaya
- Pungarabato

## Q
- Quechultenango

## S
- San Luis Acatlán
- San Marcos
- San Miguel Totolapan

## T
- Taxco de Alarcón
- Tecoanapa
- Técpan de Galeana
- Teloloapan
- Tepecoacuilco de Trujano
- Tetipac
- Tixtla de Guerrero
- Tlacoachistlahuaca
- Tlacoapa
- Tlalchapa
- Tlalixtaquilla de Maldonado
- Tlapa de Comonfort
- Tlapehuala

## X
- Xalpatláhuac
- Xochihuehuetlán
- Xochistlahuaca

## Z
- Zapotitlán Tablas
- Zihuatanejo
- Zirándaro
- Zitlala

## Artigos relacionados
- Guerrero
- México